# Copa México 1947/48
Die Copa México 1947/48 war die sechste Austragung des Fußball-Pokalwettbewerbs seit Einführung des Profifußballs in Mexiko. Pokalsieger wurde erstmals die Mannschaft des CD Veracruz, die erst 68 Jahre später (2016) ihren zweiten Pokalerfolg feiern konnte.
Das Pokalturnier wurde im Anschluss an die Punktspielrunde der Saison 1947/48 ausgetragen. Teilnahmeberechtigt waren die 15 Mannschaften, die in derselben Saison in der höchsten Spielklasse vertreten waren, wodurch im Achtelfinale eine Mannschaft per Freilos weiterkam.

## Modus
Die Begegnungen wurden im K.-o.-System ausgetragen. Alle Begegnungen wurden in nur einem Spiel entschieden.

## Achtelfinale
Die Begegnungen des Achtelfinals wurden am 1. Juli und 4. Juli 1948 ausgetragen.
|                  | Ergebnis |              |
| ---------------- | -------- | ------------ |
| Real Club España | 3:1      | CF Asturias  |
| CF Atlas         | 3:2      | CD Oro       |
| CD Marte         | 3:1      | Club América |
| CD Guadalajara   | 4:2      | CF Atlante   |
| Puebla FC        | 3:1      | UD Moctezuma |
| CD Veracruz      | 3:1      | A.D.O.       |
| León FC          | 4:0      | CD Tampico   |

Freilos: San Sebastián

## Viertelfinale
Die Begegnungen des Viertelfinals fanden am 11. Juli 1948 statt.
|                  | Ergebnis  |             |
| ---------------- | --------- | ----------- |
| CD Guadalajara   | 1:0       | CF Atlas    |
| Real Club España | 2:4 n. V. | CD Marte    |
| San Sebastián    | 1:3       | León FC     |
| Puebla FC        | 1:2       | CD Veracruz |

## Halbfinale
Die Halbfinals wurden am 18. Juli 1948 ausgetragen.
|                | Ergebnis |             |
| -------------- | -------- | ----------- |
| CD Marte       | 1:2      | CD Veracruz |
| CD Guadalajara | 5:1      | León FC     |

## Finale
Das Finale wurde am 25. Juli 1948 im Estadio Olímpico Ciudad de los Deportes von Mexiko-Stadt ausgetragen. Trotz eines früheren Führungstreffers von Max Prieto (14. Minute) unterlag Chivas Guadalajara den Tiburones Rojos Veracruz, für die Raymundo „Pelón“ González gleich zweimal traf.
|             | Ergebnis |                |
| ----------- | -------- | -------------- |
| CD Veracruz | 3:1      | CD Guadalajara |

Mit der folgenden Mannschaft gewann der CD Veracruz den Pokalwettbewerb der Saison 1947/48:
Carlos „Tico“ Jiménez – Antonio „Negro“ León, Miguel Ángel Velázquez – Juan Paratore, Rufino Lecca, Gonzalo Buenabad – José Luis „Chito”“ García, Grimaldo González, Jorge Enrico, Luis „Pirata“ Fuente, Raymundo „Pelón“ González. Trainer: Joaquín Urquiaga.